# Padola
Padola is een plaats (frazione) in de Italiaanse gemeente Comelico Superiore.